# پرواز ۵۰۲۲ اسپن ایر

نقشه محل سقوط را نشان می‌دهد

پرواز ۵۰۲۲ اسپن ایر (JK5022) یک پرواز مسافربری داخلی از فرودگاه بارسلون-ال پرات به فرودگاه گران گراناری، در جزایر قناری اسپانیا، از طریق فرودگاه مادرید-باراخاس بود که درست پس از برخاستن از باند 36L فرودگاه مادرید، در ساعت ۱۴:۲۴ روز ۲۰ آگوست ۲۰۰۸، سقوط کرد این هواپیما McDonnell Douglas MD-82 با رجیستر EC-HFP بود. از ۱۷۲ مسافر و خدمه این هواپیما، ۱۵۴ نفر جان باخته و ۱۸ نفر زنده ماندند.

## تحقیق و بررسی
گزارش اولیه سانحه، توسط CIAIAC در ۶ اکتبر ۲۰۰۸ منتشر شد. اطلاعات استخراج شده از دستگاه ضبط اطلاعات پرواز نشان داد که هواپیما با فلپ ۰ درجه به پرواز درآمده است و زنگ هشدار اعلام کننده شرایط غیرعادی به منظور برخاستن، به صدا در نیامده است. در این گزارش به علت دیگری، غیر از مورد عنوان شده، اشاره نشده‌است. هر دو موتور و سیستم رانش عقب آنها، به عنوان علت این حادثه، حذف شدند.